# Miguel de Jesús Fuentes
Miguel de Jesús Fuentes Razo (Guadalajara, 29 de septiembre de 1971) es un exfutbolista y director técnico mexicano. Durante su carrera como jugador profesional se desempeñó en la posición de portero. Desde diciembre de 2024 es el entrenador del Atlante Fútbol Club de la Liga de Expansión MX.

## Selección nacional
Integró la selección mexicana que disputó los Juegos Olímpicos de Barcelona 1992, donde participó 270 minutos, recibiendo 4 goles.
Participó en el Campeonato Mundial Juvenil de la FIFA 1991 celebrada en Portugal, donde jugó tres partidos.

### Participaciones en Copas Mundiales
| Mundial                                | Sede     | Resultado        |
| -------------------------------------- | -------- | ---------------- |
| Copa Mundial de Fútbol Juvenil de 1991 | Portugal | Octavos de final |

### Participaciones en Juegos Olímpicos
| Torneo                   | Sede   | Resultado    |
| ------------------------ | ------ | ------------ |
| Juegos Olímpicos de 1992 | España | Primera fase |

## Trayectoria

### Como portero
| Club          | País   | Año       |
| ------------- | ------ | --------- |
| Atlas         | México | 1991-1995 |
| Tigres        | México | 1995-1996 |
| Pachuca       | México | 1996-1997 |
| Celaya        | México | 1997-2001 |
| León (cedido) | México | 1999      |
| Morelia       | México | 2002-2005 |
| Veracruz      | México | 2005      |

### Como entrenador
| Club                       | País   | Año       |
| -------------------------- | ------ | --------- |
| Celaya                     | México | 2008-2012 |
| Veracruz                   | México | 2012-2013 |
| Atlético San Luis          | México | 2013-2014 |
| Necaxa                     | México | 2014-2015 |
| Lobos BUAP                 | México | 2016      |
| FC Juárez                  | México | 2017      |
| Tampico Madero Fútbol Club | México | 2018      |
| Atlante                    | México | 2024-Act. |